# Coupe du monde de la photographie
 (mai 2016).
Si vous disposez d'ouvrages ou d'articles de référence ou si vous connaissez des sites web de qualité traitant du thème abordé ici, merci de compléter l'article en donnant les références utiles à sa vérifiabilité et en les liant à la section « Notes et références ».
La coupe du monde de la photographie (en anglais World Photographic Cup) est une compétition mondiale organisée depuis 2013 par la Fédération européenne de la photographie en coopération avec Professional Photographers of America.

## Édition 2016
- Vainqueur : Portugal
- 2e place : Russie
- 3e place : Slovaquie
- 4e place : Espagne
- 5e place : Mexique
- 6e place : Australie
- 7e place : Autriche
- 8e place : Finlande
- 9e place : Chine
- 10e place : République tchèque